# 메르세데스-벤츠 스프린터
메르세데스 벤츠 스프린터(독일어: Mercedes-Benz Sprinter 메르체데스 벤츠 슈프린터[*])는 1995년부터 독일 메르세데스-벤츠가 생산하는 승합차 및 트럭이다. 미국의 경우 2001년부터 프라이트라이너 트럭에서 판매하고 있고, 닷지 브랜드로도 판매되기도 하였다.

## 사진

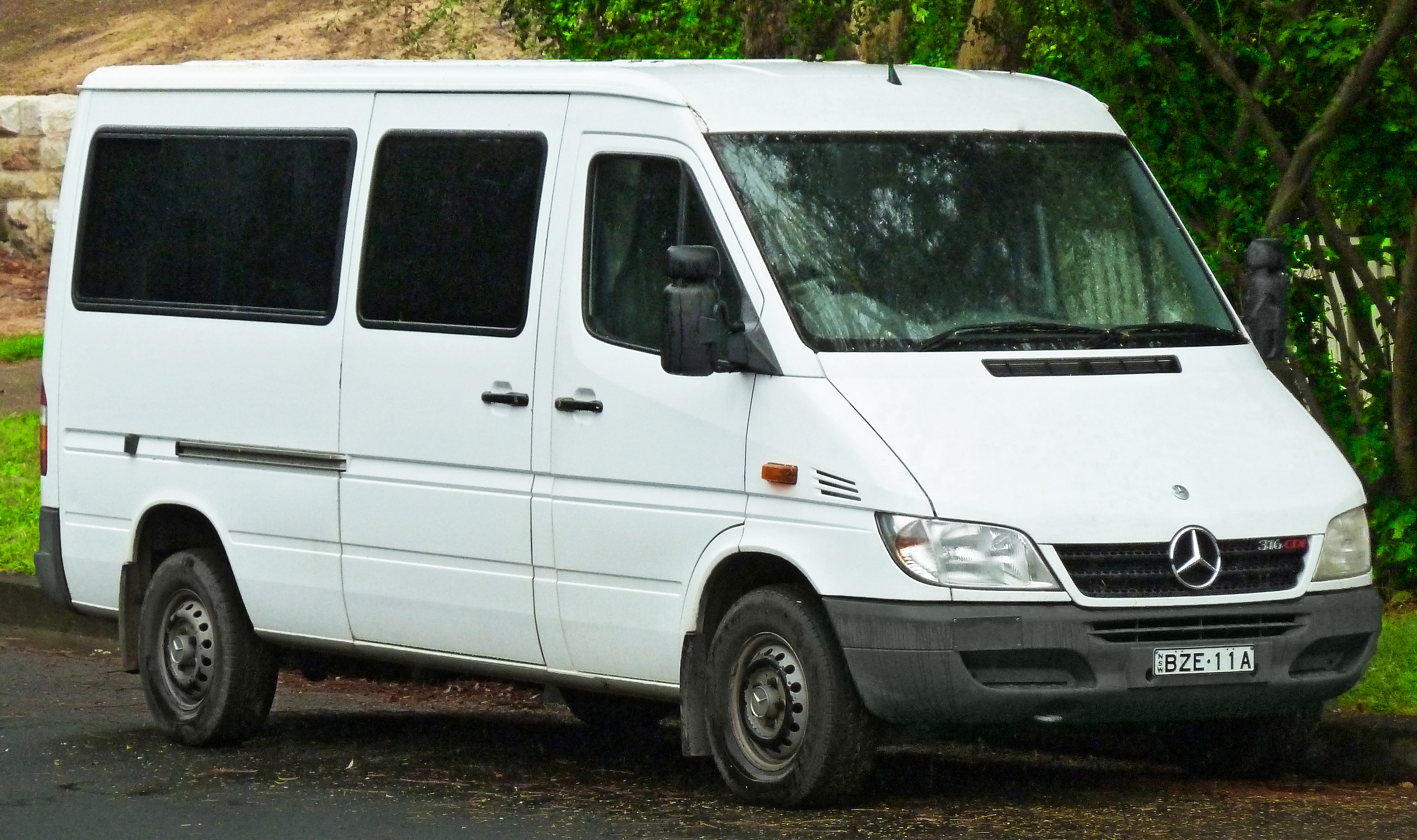
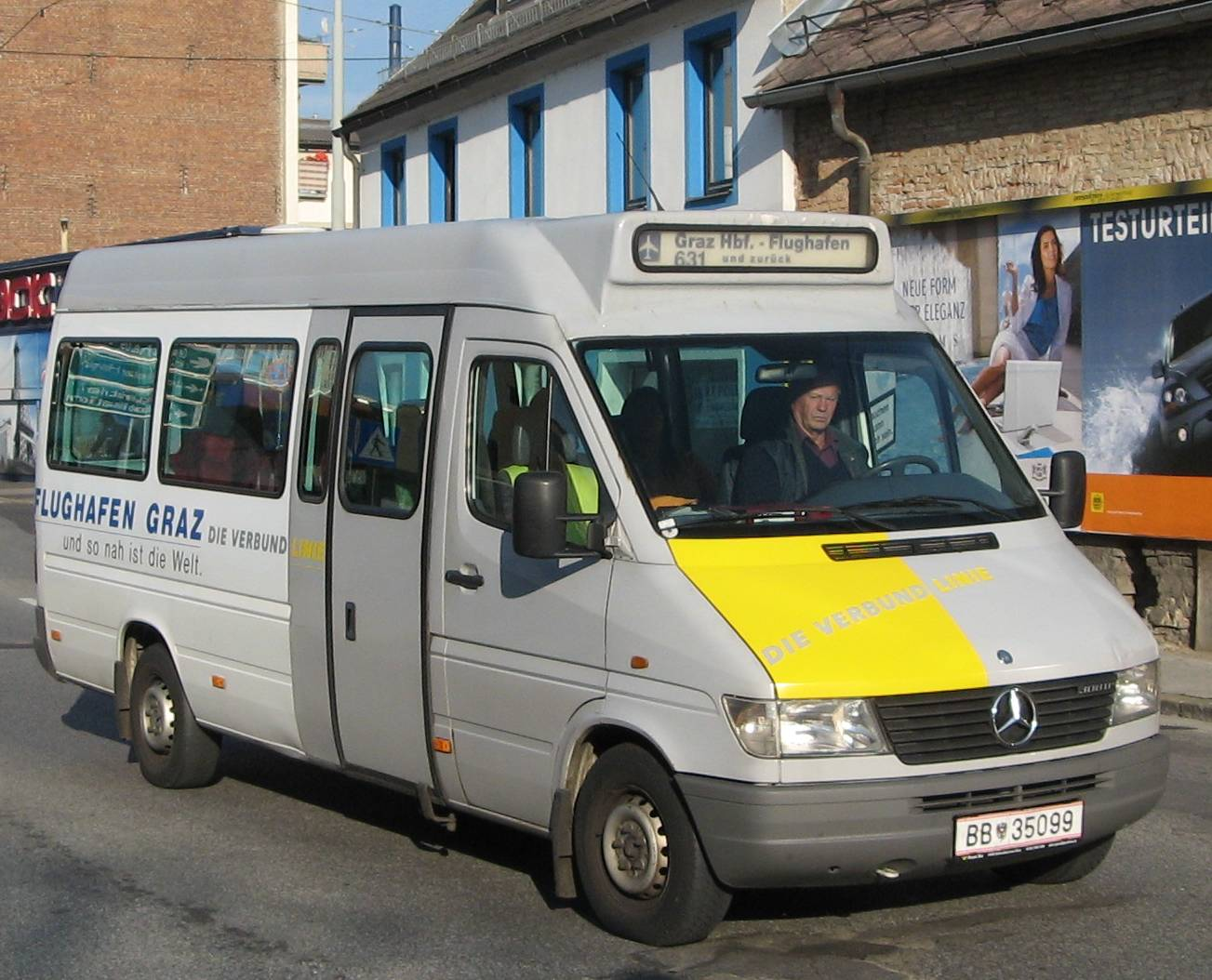
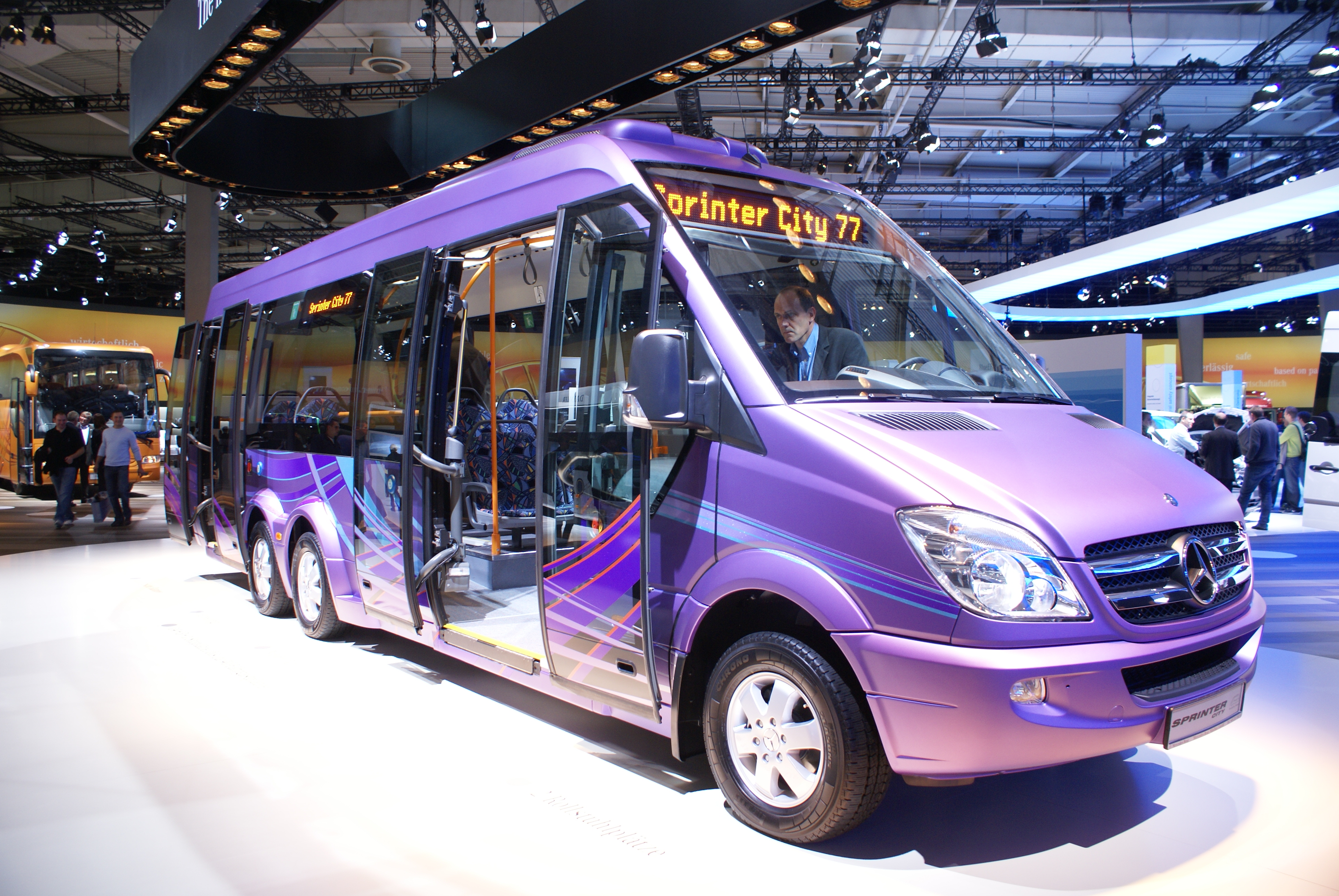
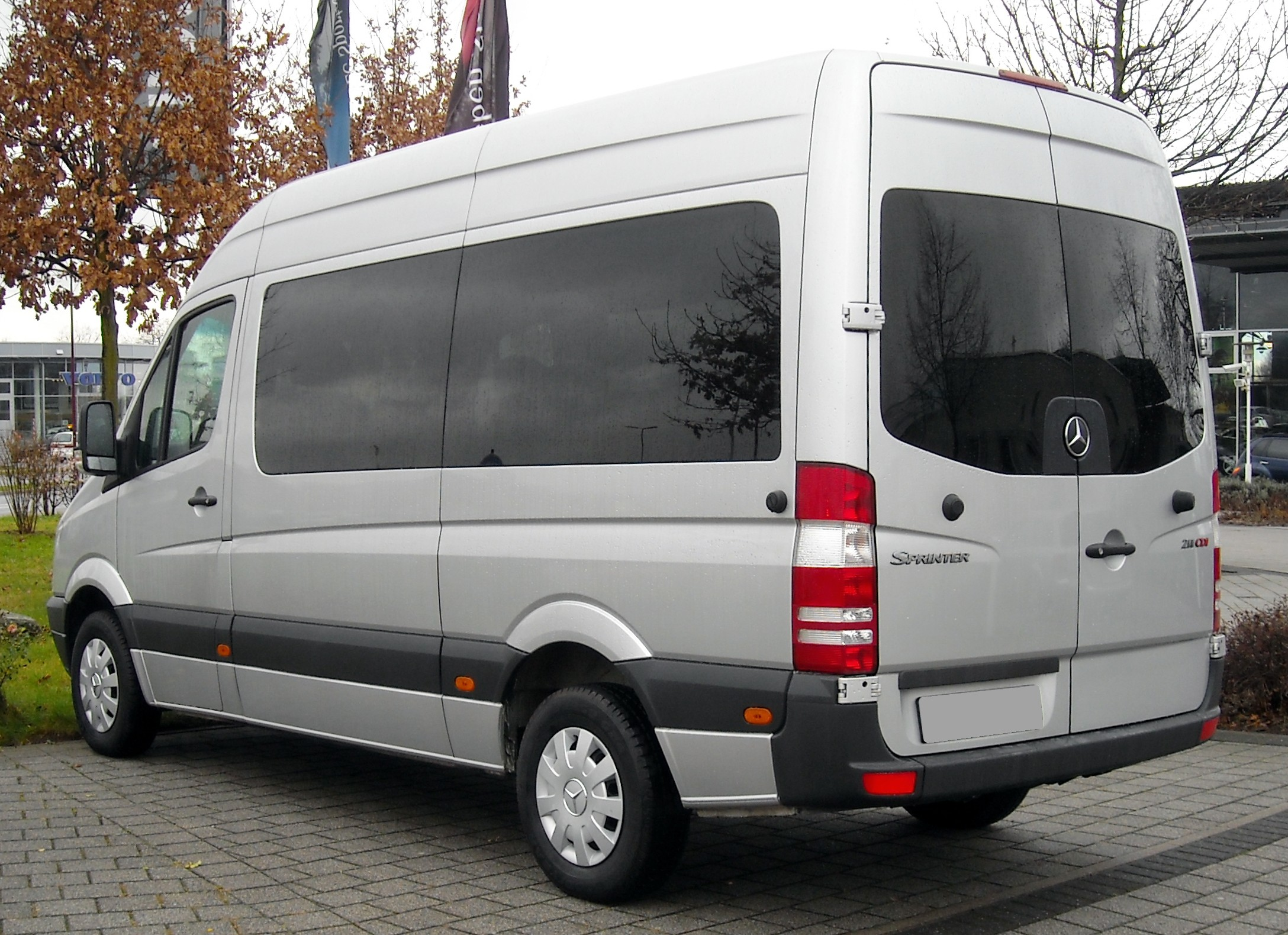
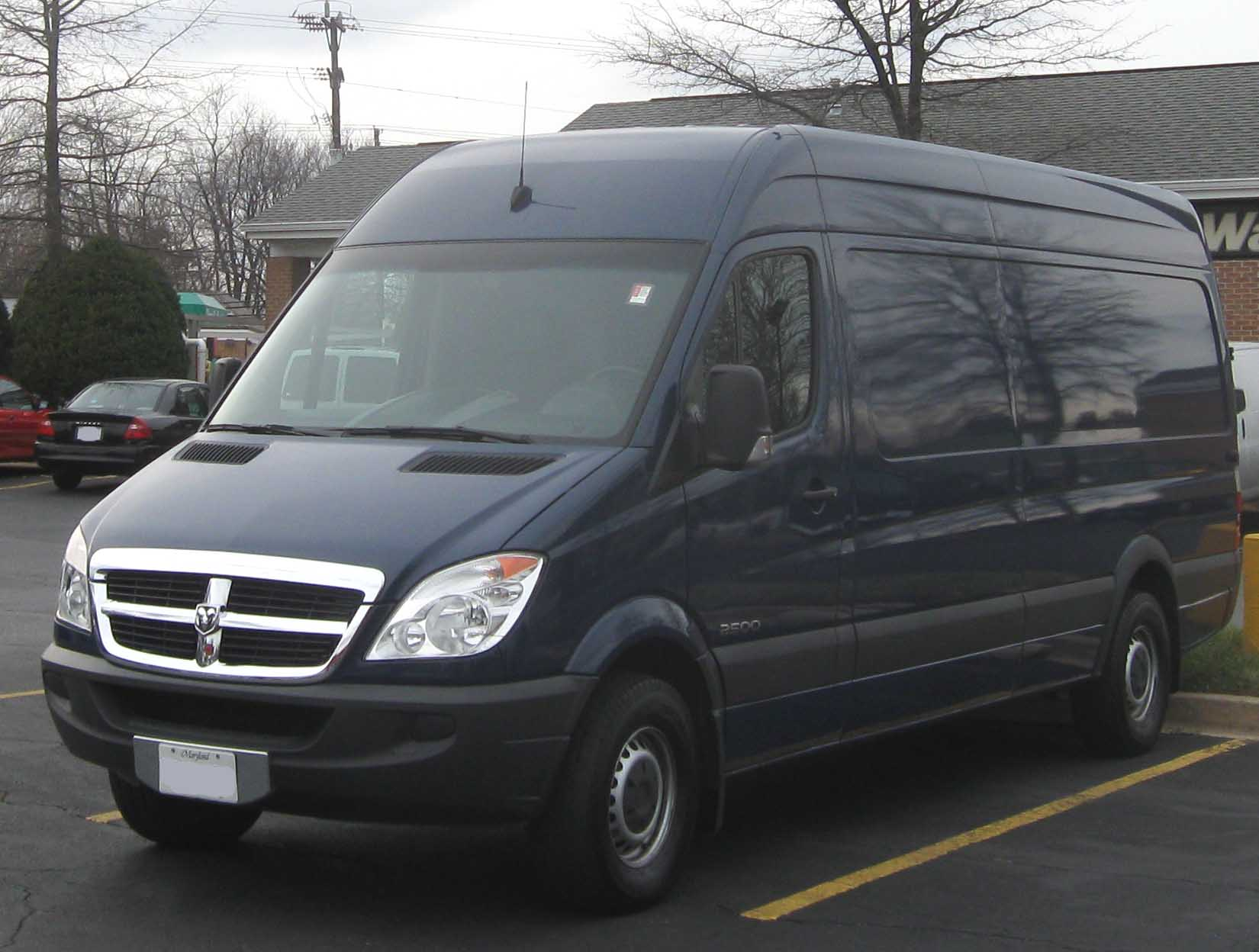

## 경쟁 차종
- 현대자동차 - 스타렉스, 쏠라티
- 쉐보레 - 익스프레스
- 토요타 자동차 - 하이에이스
- 포드 - 트랜싯
- 르노 - 마스터

## 기타
독일의 완구 회사 브루더에서 일반, 경찰차, 화물차, 운반트럭 등의 모형으로 발매하였다.